# Procopius vittatus
Procopius vittatus là một loài nhện trong họ Corinnidae.
Loài này thuộc chi Procopius. Procopius vittatus được Tord Tamerlan Teodor Thorell miêu tả năm 1899.